# پردانه‌ای
پردانه‌ای، دانه گلابی (نام علمی: Polycarpaea spicata) نام یک گونه از سرده پردانه‌ای است.